# Mister Olympia
Mr. Olympia è la più importante manifestazione internazionale di culturismo, che si tiene annualmente a partire dal 1965.
Ogni concorrente è, prima di tutto professionista IFBB (International Federation of BodyBuilding) ed ha ottenuto la qualificazione al Mr. Olympia vincendo una competizione professionistica del circuito IFBB, come ad esempio l'Arnold Classic o il New York Pro Championship (precedentemente noto con il nome di Night of the Champions). In alcuni casi eccezionali viene concessa una wild-card a vecchie glorie che non hanno mai avuto la possibilità di partecipare al Mr. Olympia o ad atleti emergenti che hanno ottenuto risultati importanti nel corso dell'anno solare, come ad esempio avvenne nel 2016 con Kevin Levrone e nel 2017 a Flex Wheeler. Coloro che hanno vinto l'evento in passato sono qualificati a vita.

## Storia
Il Mr. Olympia venne ideato e creato dall'imprenditore canadese Joe Weider nel 1965, per dare il giusto palcoscenico ad uno sport che non era mai decollato fino ad allora. Il 18 settembre di quell'anno il leggendario Larry Scott vinse l'ambito titolo. Dal 1977 la statuetta che il vincitore può stringere tra le mani è il Sandow, che prende il nome da Eugen Sandow, nato nel 1867, colui che pose le basi del moderno culturismo.
Nel corso degli anni la manifestazione ha subito delle radicali riorganizzazioni e ha visto cambiare anche il suo regolamento. Durante le prime edizioni di Mister Olympia il regolamento prevedeva 2 categorie di peso (sotto e sopra i 90 kg) con altrettanti titoli; i due vincitori svolgevano poi una gara finale per decretare il vincitore assoluto del titolo. Dal 1980 la gara viene disputata in una singola categoria di peso.
Attualmente l'evento fa parte di una manifestazione più grande, il Joe Weider's Olympia Weekend, dove ogni categoria ha il proprio vincitore, in questo evento per le gare maschili, oltre al classico Mr.Olympia e la categoria Olympia 212, sono state inserite le categorie "Men's Physique", aventi canoni con masse muscolari moderate e "Classic Physique" che riporta sul palco i fisici con standard degli anni '70. Inoltre, sono anche presenti gare per le concorrenti femminili: Ms. Olympia (non più disputata dal 2014), Fitness Olympia, Figure Olympia, Bikini Olympia, Woman Physique Olympia.
Oltre ai vincitori del titolo, molti furono i grandi protagonisti di questa manifestazione e di questa disciplina senza mai vincerlo, tra questi Lou Ferrigno, Shawn Ray, Kevin Levrone, Flex Wheeler, Mike Mentzer, Rich Gaspari, Lee Labrada, Markus Rhul, Tom Platz, Victor Martinez, Branch Warren, Evan Centopani, Nasser El Sonbaty. Alcuni di questi sono stati menzionati all'interno della cosiddetta "Hall of fame" della IFBB, la federazione internazionale del culturismo, che fa capo al presidente Ben Weider, fratello di Joe.

## Qualificazioni
Ogni atleta contendente al titolo di Mr. Olympia deve qualificarsi alla competizione; ciò è possibile attraverso tre procedimenti diversi:
- Aver vinto una qualsiasi edizione del Mr. Olympia (i vincitori sono infatti qualificati a vita);
- Essersi classificato tra le prime tre posizioni nella precedente edizione del Mr. Olympia;
- Aver vinto una qualsiasi competizione IFBB tenutasi nel corso dell'anno solare;

L'organizzazione del Mr. Olympia può comunque concedere una wild-card a qualsiasi contendente non qualificato.

## Svolgimento gara
La gara viene valutata da giudici appositamente nominati e addestrati i quali, situati nelle prime file sotto al palco, andranno a valutare proporzioni, simmetrie, volumi, definizione, inserzioni muscolari di ogni singolo concorrente e l'atleta che rispetterà al meglio questi canoni sarà il vincitore.
La competizione è composta da pre-gara (pre-judging) che di solito viene disputato il venerdì sera dell'Olympia Weekend. Gli atleti vengono introdotti e presentati uno alla volta dal presentatore ed effettuano una routine con sottofondo musicale di 60 secondi, questa deve comprendere 8 pose obbligatorie: doppio bicipite frontale (front double biceps), dorsali frontali (front lat spread), espansione toracica (side chest), doppio bicipite posteriore (back double biceps), dorsali posteriori (back lat spread), tricipite laterale (side triceps), addominali e cosce (abdominals and thights), più muscolare (most muscular). Dopodiché vengono poi fatti i confronti con gli altri atleti sul palco dove i giudici fanno le comparazioni tra i contendenti al titolo sulle varie pose. I giudici hanno anche la facoltà di scambiare gli atleti sul palco per confrontarli meglio in vicinanza.
Il vincitore e la top 10 vengono nominati il giorno dopo nella finale prima del concludersi della manifestazione.

## Competizioni
Durante la manifestazione, vengono svolte varie gare per diverse categorie, che si distinguono l'una dall'altra per differenze di peso degli atleti e criteri di giudizio:
- Open Bodybuilding: la categoria più estrema e rappresentativa della manifestazione, nella quale non sono presenti limiti di peso. Il vincitore è colui a tutti gli effetti fregiato del titolo di "Mr.Olympia".
- Men's Physique Olympia: categoria in cui gli atleti sfilano con i pantaloni lunghi fino al ginocchio e dove si ricerca bellezza fisica e definizione muscolare, con spalle larghe, vita stretta e massa grassa ridotta al minimo. Sono presenti solo 4 pose obbligatorie specifiche di questa categoria.
- 212 Mr. Olympia: categoria dedicata ad atleti maschi di peso equivalente o inferiore a 212 libbre (circa 96 chilogrammi), in precedenza 202 (circa 91 chilogrammi).
- Classic Physique: categoria dedicata a fisici più estetici e meno voluminosi, dedita a ricordare gli atleti che gareggiavano negli anni '60 e '70 (come ad esempio Frank Zane), e prevede che i concorrenti eseguano la storica posa del vacuum. Non sono presenti 4 delle pose obbligatorie classiche (Front Lat Spread, Back Lat Spread, Side Tricep, Abs and Thighs)

Vi sono cinque categorie femminili. La categoria Women's bodybuilding è quella che ricerca un fisico più muscolare, mentre scendendo nelle categorie inferiori si premia maggiormente la femminilità e la bellezza:
- Women's Bodybuilding Olympia: come per gli uomini è la categoria più estrema della competizione femminile, dove tutto è portato al limite.
- Women's Physique Olympia: queste atlete dovrebbero mostrare maggiore densità muscolare rispetto a quella vista nella categoria "Figure" e una chiara separazione muscolare (è accettabile una piccola quantità di striature). L'accento è posto sullo sviluppo muscolare con ventri muscolari pieni. Lo sviluppo muscolare dovrebbe essere bilanciato tra la parte superiore e quella inferiore del corpo. Le atlete di questa categoria non dovrebbero mostrare un fisico eccessivamente striato e una granulosità associata alla categoria Bodybuilding.
- Fitness Olympia: queste atlete devono presentare un V-shape abbastanza marcato e compiere una routine atletica con sottofondo musicale (push-up, verticali, spaccate, acrobazie, salti mortali, ecc)
- Figure Olympia: queste atlete dovrebbero mostrare uno sviluppo muscolare equilibrato che comprende deltoidi arrotondati, ampiezza dei quadricipiti, profondità e larghezza della schiena: l'enfasi è sull'equilibrio e sulla simmetria. Dovrebbero avere un po' di separazione muscolare ma non eccessiva, un V-shape e dei glutei stretti con una separazione tra i muscoli posteriori della coscia e l'area dei glutei. Queste atlete dovrebbero avere un equilibrio tra la parte superiore e inferiore del corpo. Queste atlete non dovrebbero mostrare striature o granulosità e spessore muscolare tipo della categoria Women's Bodybuilding.
- Wellness Olympia: questa divisione è per le donne con un fisico atletico che mostra più massa corporea nelle aree dei fianchi, dei glutei e delle cosce. La parte superiore del corpo è sviluppata ma non nella stessa misura della parte inferiore del corpo.
- Bikini Olympia: queste atlete dovrebbero avere un tono muscolare che dà enfasi al corpo femminile con glutei completamente rotondi e con una leggera separazione tra i muscoli posteriori della coscia e l'area dei glutei; i deltoidi dovrebbero avere una leggera rotondità e l'addome deve essere in ottima condizione. Per quanto riguarda l'aspetto deve essere posta enfasi sulla cura dei capelli, del trucco, del costume e dell'abbronzatura. Queste atlete non dovrebbero mostrare una densità muscolare e una separazione tipiche della categoria "Figure", glutei squadrati e granulosità muscolare con striature visibili.

## Vincitori
| Anno | Vincitore             | Località                           |
| ---- | --------------------- | ---------------------------------- |
| 1965 | Larry Scott           | New York, Stati Uniti d'America    |
| 1966 | Larry Scott           | New York, Stati Uniti d'America    |
| 1967 | Sergio Oliva          | New York, Stati Uniti d'America    |
| 1968 | Sergio Oliva          | New York, Stati Uniti d'America    |
| 1969 | Sergio Oliva          | New York, Stati Uniti d'America    |
| 1970 | Arnold Schwarzenegger | New York, Stati Uniti d'America    |
| 1971 | Arnold Schwarzenegger | Parigi, Francia                    |
| 1972 | Arnold Schwarzenegger | Essen, Germania                    |
| 1973 | Arnold Schwarzenegger | New York, Stati Uniti d'America    |
| 1974 | Arnold Schwarzenegger | New York, Stati Uniti d'America    |
| 1975 | Arnold Schwarzenegger | Pretoria, Sudafrica                |
| 1976 | Franco Columbu        | Columbus, Stati Uniti d'America    |
| 1977 | Frank Zane            | Columbus, Stati Uniti d'America    |
| 1978 | Frank Zane            | Columbus, Stati Uniti d'America    |
| 1979 | Frank Zane            | Columbus, Stati Uniti d'America    |
| 1980 | Arnold Schwarzenegger | Sydney, Australia                  |
| 1981 | Franco Columbu        | Columbus, Stati Uniti d'America    |
| 1982 | Chris Dickerson       | Londra, Regno Unito                |
| 1983 | Samir Bannout         | Monaco di Baviera, Germania        |
| 1984 | Lee Haney             | New York, Stati Uniti d'America    |
| 1985 | Lee Haney             | Bruxelles, Belgio                  |
| 1986 | Lee Haney             | Columbus, Stati Uniti d'America    |
| 1987 | Lee Haney             | Göteborg, Svezia                   |
| 1988 | Lee Haney             | Los Angeles, Stati Uniti d'America |
| 1989 | Lee Haney             | Rimini, Italia                     |
| 1990 | Lee Haney             | Chicago, Stati Uniti d'America     |
| 1991 | Lee Haney             | Orlando, Stati Uniti d'America     |
| 1992 | Dorian Yates          | Helsinki, Finlandia                |
| 1993 | Dorian Yates          | Atlanta, Stati Uniti d'America     |
| 1994 | Dorian Yates          | Atlanta, Stati Uniti d'America     |
| 1995 | Dorian Yates          | Atlanta, Stati Uniti d'America     |
| 1996 | Dorian Yates          | Chicago, Stati Uniti d'America     |
| 1997 | Dorian Yates          | Los Angeles, Stati Uniti d'America |
| 1998 | Ronnie Coleman        | New York, Stati Uniti d'America    |
| 1999 | Ronnie Coleman        | Las Vegas, Stati Uniti d'America   |
| 2000 | Ronnie Coleman        | Las Vegas, Stati Uniti d'America   |
| 2001 | Ronnie Coleman        | Las Vegas, Stati Uniti d'America   |
| 2002 | Ronnie Coleman        | Las Vegas, Stati Uniti d'America   |
| 2003 | Ronnie Coleman        | Las Vegas, Stati Uniti d'America   |
| 2004 | Ronnie Coleman        | Las Vegas, Stati Uniti d'America   |
| 2005 | Ronnie Coleman        | Las Vegas, Stati Uniti d'America   |
| 2006 | Jay Cutler            | Las Vegas, Stati Uniti d'America   |
| 2007 | Jay Cutler            | Las Vegas, Stati Uniti d'America   |
| 2008 | Dexter Jackson        | Las Vegas, Stati Uniti d'America   |
| 2009 | Jay Cutler            | Las Vegas, Stati Uniti d'America   |
| 2010 | Jay Cutler            | Las Vegas, Stati Uniti d'America   |
| 2011 | Phil Heath            | Las Vegas, Stati Uniti d'America   |
| 2012 | Phil Heath            | Las Vegas, Stati Uniti d'America   |
| 2013 | Phil Heath            | Las Vegas, Stati Uniti d'America   |
| 2014 | Phil Heath            | Las Vegas, Stati Uniti d'America   |
| 2015 | Phil Heath            | Las Vegas, Stati Uniti d'America   |
| 2016 | Phil Heath            | Las Vegas, Stati Uniti d'America   |
| 2017 | Phil Heath            | Las Vegas, Stati Uniti d'America   |
| 2018 | Shawn Rhoden          | Las Vegas, Stati Uniti d'America   |
| 2019 | Brandon Curry         | Las Vegas, Stati Uniti d'America   |
| 2020 | Mamdouh Elssbiay      | Orlando, Stati Uniti d'America     |
| 2021 | Mamdouh Elssbiay      | Orlando, Stati Uniti d'America     |
| 2022 | Hadi Choopan          | Las Vegas, Stati Uniti d'America   |
| 2023 | Derek Lunsford        | Orlando, Stati Uniti d'America     |
| 2024 | Samson Dauda          | Las Vegas, Stati Uniti d'America   |

### Classifica per culturista
Nota bene: sono inclusi solo i plurivincitori
| Pos. | Culturista            | Vittorie |
| ---- | --------------------- | -------- |
| 1    | Lee Haney             | 8        |
| 1    | Ronnie Coleman        | 8        |
| 2    | Arnold Schwarzenegger | 7        |
| 2    | Phil Heath            | 7        |
| 3    | Dorian Yates          | 6        |
| 4    | Jay Cutler            | 4        |
| 5    | Frank Zane            | 3        |
| 5    | Sergio Oliva          | 3        |
| 6    | Franco Columbu        | 2        |
| 6    | Larry Scott           | 2        |
| 6    | Mamdouh Elssbiay      | 2        |

### Partecipazioni e medaglie
257 bodybuilder hanno rappresentato 45 nazioni nelle 58 competizioni svolte fino al 2022.
| Rank | Atleti                                              | Partecipanti | Oro | Argento | Bronzo | Totali |
| ---- | --------------------------------------------------- | ------------ | --- | ------- | ------ | ------ |
| 1    | Stati Uniti d'America                               | 120          | 40  | 48      | 40     | 128    |
| 2    | Austria                                             | 3            | 7   | 1       | 0      | 8      |
| 3    | Regno Unito                                         | 16           | 6   | 1       | 0      | 7      |
| 4    | Italia                                              | 7            | 4   | 1       | 0      | 5      |
| 5    | Cuba                                                | 1            | 3   | 2       | 0      | 5      |
| 6    | Egitto                                              | 5            | 2   | 3       | 0      | 5      |
| 7    | Iran                                                | 3            | 1   | 0       | 2      | 3      |
| 8    | Libano                                              | 8            | 1   | 0       | 0      | 1      |
| 9    | Barbados                                            | 6            | 0   | 2       | 2      | 4      |
| 10   | Francia                                             | 7            | 0   | 1       | 2      | 3      |
| 11   | Paesi Bassi                                         | 6            | 0   | 1       | 2      | 3      |
| 12   | Serbia e Montenegro (1992-2002)                     | 2            | 0   | 1       | 2      | 3      |
| 13   | Repubblica Dominicana                               | 1            | 0   | 1       | 1      | 2      |
| 14   | Australia                                           | 6            | 0   | 1       | 0      | 1      |
| 15   | Germania (Unificata)                                | 14           | 0   | 0       | 2      | 2      |
| 16   | Venezuela                                           | 1            | 0   | 0       | 2      | 2      |
| 17   | Curaçao                                             | 1            | 0   | 0       | 1      | 1      |
| 17   | Ungheria                                            | 1            | 0   | 0       | 1      | 1      |
| 19   | Canada                                              | 10           | 0   | 0       | 0      | 0      |
| 20   | Polonia                                             | 4            | 0   | 0       | 0      | 0      |
| 21   | Repubblica Ceca                                     | 3            | 0   | 0       | 0      | 0      |
| 21   | Russia                                              | 3            | 0   | 0       | 0      | 0      |
| 21   | Spagna                                              | 3            | 0   | 0       | 0      | 0      |
| 24   | Brasile                                             | 2            | 0   | 0       | 0      | 0      |
| 24   | Finlandia                                           | 2            | 0   | 0       | 0      | 0      |
| 24   | Norvegia                                            | 2            | 0   | 0       | 0      | 0      |
| 24   | Slovacchia                                          | 2            | 0   | 0       | 0      | 0      |
| 24   | Svezia                                              | 2            | 0   | 0       | 0      | 0      |
| 24   | Svizzera                                            | 2            | 0   | 0       | 0      | 0      |
| 30   | Algeria                                             | 1            | 0   | 0       | 0      | 0      |
| 30   | Cecoslovacchia (1989-1991)                          | 1            | 0   | 0       | 0      | 0      |
| 30   | Danimarca                                           | 1            | 0   | 0       | 0      | 0      |
| 30   | Grecia                                              | 1            | 0   | 0       | 0      | 0      |
| 30   | India                                               | 1            | 0   | 0       | 0      | 0      |
| 30   | Giappone                                            | 1            | 0   | 0       | 0      | 0      |
| 30   | Giordania                                           | 1            | 0   | 0       | 0      | 0      |
| 30   | Marocco                                             | 1            | 0   | 0       | 0      | 0      |
| 30   | Nigeria                                             | 1            | 0   | 0       | 0      | 0      |
| 30   | Porto Rico                                          | 1            | 0   | 0       | 0      | 0      |
| 30   | Repubblica Socialista Federale di Jugoslavia (1991) | 1            | 0   | 0       | 0      | 0      |
| 30   | Bahamas                                             | 1            | 0   | 0       | 0      | 0      |
| 30   | Trinidad e Tobago                                   | 1            | 0   | 0       | 0      | 0      |
| 30   | Turchia                                             | 1            | 0   | 0       | 0      | 0      |
| 30   | Ucraina                                             | 1            | 0   | 0       | 0      | 0      |
| 30   | Emirati Arabi Uniti                                 | 1            | 0   | 0       | 0      | 0      |

## Men's 202/212
| Anno | Vincitore       | Località                         |
| ---- | --------------- | -------------------------------- |
| 2008 | David Henry     | Las Vegas, Stati Uniti d'America |
| 2009 | Kevin English   | Las Vegas, Stati Uniti d'America |
| 2010 | Kevin English   | Las Vegas, Stati Uniti d'America |
| 2011 | Kevin English   | Las Vegas, Stati Uniti d'America |
| 2012 | Flex Lewis      | Las Vegas, Stati Uniti d'America |
| 2013 | Flex Lewis      | Las Vegas, Stati Uniti d'America |
| 2014 | Flex Lewis      | Las Vegas, Stati Uniti d'America |
| 2015 | Flex Lewis      | Las Vegas, Stati Uniti d'America |
| 2016 | Flex Lewis      | Las Vegas, Stati Uniti d'America |
| 2017 | Flex Lewis      | Las Vegas, Stati Uniti d'America |
| 2018 | Flex Lewis      | Las Vegas, Stati Uniti d'America |
| 2019 | Kamal El-Gargni | Las Vegas, Stati Uniti d'America |
| 2020 | Shaun Clarida   | Orlando, Stati Uniti d'America   |
| 2021 | Derek Lunsford  | Orlando, Stati Uniti d'America   |
| 2022 | Shaun Clarida   | Las Vegas, Stati Uniti d'America |
| 2023 | Keone Pearson   | Orlando, Stati Uniti d'America   |
| 2024 | Keone Pearson   | Las Vegas, Stati Uniti d'America |

## Classic Physique
| Anno | Vincitore      | Località                         |
| ---- | -------------- | -------------------------------- |
| 2016 | Danny Hester   | Las Vegas, Stati Uniti d'America |
| 2017 | Breon Ansley   | Las Vegas, Stati Uniti d'America |
| 2018 | Breon Ansley   | Las Vegas, Stati Uniti d'America |
| 2019 | Chris Bumstead | Las Vegas, Stati Uniti d'America |
| 2020 | Chris Bumstead | Orlando, Stati Uniti d'America   |
| 2021 | Chris Bumstead | Orlando, Stati Uniti d'America   |
| 2022 | Chris Bumstead | Las Vegas, Stati Uniti d'America |
| 2023 | Chris Bumstead | Orlando, Stati Uniti d’America   |
| 2024 | Chris Bumstead | Las Vegas, Stati Uniti d’America |

## Men's Physique
| Anno | Vincitore            | Località                         |
| ---- | -------------------- | -------------------------------- |
| 2013 | Mark Anthony Wingson | Las Vegas, Stati Uniti d'America |
| 2014 | Jeremy Buendia       | Las Vegas, Stati Uniti d'America |
| 2015 | Jeremy Buendia       | Las Vegas, Stati Uniti d'America |
| 2016 | Jeremy Buendia       | Las Vegas, Stati Uniti d'America |
| 2017 | Jeremy Buendia       | Las Vegas, Stati Uniti d'America |
| 2018 | Brandon Hendrickson  | Las Vegas, Stati Uniti d'America |
| 2019 | Raymont Edmonds      | Las Vegas, Stati Uniti d'America |
| 2020 | Brandon Hendrickson  | Orlando, Stati Uniti d'America   |
| 2021 | Brandon Hendrickson  | Orlando, Stati Uniti d'America   |
| 2022 | Erin Banks           | Las Vegas, Stati Uniti d'America |
| 2023 | Ryan Terry           | Orlando,Stati Uniti d’America    |
| 2024 | Ryan Terry           | Las Vegas,Stati Uniti d’America  |

## Premi Mr. Olympia
- Il vincitore del titolo Mister Olympia riceve la medaglia d'oro, il Sandow, ovvero la celebre statua raffigurante Eugene Sandow, il "padre" del bodybuilding, e l'assegno da 400.000 dollari.
- Al secondo classificato viene consegnata la medaglia d'argento e l'assegno da 150.000 dollari.
- Al terzo classificato viene consegnata la medaglia di bronzo e l'assegno da 100.000 dollari.
- Al quarto classificato viene consegnato l'assegno da 55.000 dollari.
- Al quinto classificato viene consegnato l'assegno da 45.000 dollari.

I premi vengono generalmente consegnati da persone illustri dell'ambiente del culturismo o da ex atleti e vincitori.